# Agua Escondida, Escuintla
Agua Escondida är en ort i Mexiko.   Den ligger i kommunen Escuintla och delstaten Chiapas, i den sydöstra delen av landet, 800 km sydost om huvudstaden Mexico City. Agua Escondida ligger 291 meter över havet och antalet invånare är 109.
Terrängen runt Agua Escondida är kuperad åt sydväst, men åt nordost är den bergig. Runt Agua Escondida är det ganska tätbefolkat, med 90 invånare per kvadratkilometer. Närmaste större samhälle är Escuintla, 8,3 km sydväst om Agua Escondida. I omgivningarna runt Agua Escondida växer i huvudsak städsegrön lövskog.